# Julie Richardson
Julie Richardson (* 30. März 1967) ist eine ehemalige neuseeländische Tennisspielerin.

## Karriere
Richardson, die ihre beste Weltranglistenposition 1994 mit Platz 33 im Doppel erreichte, gewann insgesamt sieben Doppeltitel auf der WTA Tour. Zudem sicherte sie sich vier Einzel- und 15 Doppeltitel auf ITF-Turnieren. Bei Grand-Slam-Turnieren stand sie in Doppelkonkurrenz fünfmal in einem Viertelfinale.
Zwischen 1985 und 1993 spielte sie 31 Partien für die neuseeländische Fed-Cup-Mannschaft. Sowohl im Einzel (3:11) als auch im Doppel (8:9) kam sie dabei auf eine negative Bilanz.

## Turniersiege

### Doppel
| Nr. | Datum            | Turnier     | Kategorie  | Belag             | Partnerin            | Finalgegnerinnen                 | Ergebnis       |
| --- | ---------------- | ----------- | ---------- | ----------------- | -------------------- | -------------------------------- | -------------- |
| 1.  | 20. Oktober 1985 | Tokio       | WTA        | Hartplatz         | Belinda Cordwell     | Laura Gildemeister Beth Herr     | 6:4, 6:4       |
| 2.  | 26. Oktober 1986 | Singapur    | WTA        | Hartplatz (Halle) | Anna Maria Fernández | Sandy Collins Sharon Walsh-Pete  | 6:3, 6:2       |
| 3.  | 1. Februar 1987  | Auckland    | WTA        | Hartplatz         | Anna Maria Fernández | Gretchen Magers Elizabeth Minter | 4:6, 6:4, 6:2  |
| 4.  | 3. Mai 1987      | Singapur    | WTA        | Hartplatz         | Anna Maria Fernández | Barbara Gerken Heather Ludloff   | 6:1, 6:4       |
| 5.  | 24. Juli 1988    | Schenectady | WTA Tier V | Sand              | Ann Henricksson      | Lea Antonoplis Cammy MacGregor   | 6:3, 3:6, 7:5  |
| 6.  | 10. Februar 1991 | Wellington  | WTA Tier V | Hartplatz         | Jo-Anne Faull        | Belinda Borneo Clare Wood        | 2:6, 7:5, 7:64 |
| 7.  | 4. Oktober 1992  | Taipeh      | WTA Tier V | Hartplatz         | Jo-Anne Faull        | Amanda Coetzer Cammy MacGregor   | 3:6, 6:3, 6:2  |